# 비베카난다 유바 바라티 크리란간
솔트레이크 스타디움(벵골어: যুব ভারতী ক্রীড়াঙ্গন, Yuva Bharati Krirangan, 영어: Salt Lake Stadium)은 인도 콜카타에 위치한 다목적 경기장이다. 주로 축구와 육상 경기장으로 사용되고 있다. 인도에서 규모가 가장 큰 경기장이다. 1984년 1월에 개장했으며 85,000명을 수용할 수 있다. 인도 콜카타에서 열린 1987년 남아시아 경기 대회의 주경기장으로 사용되었다.

## 사진

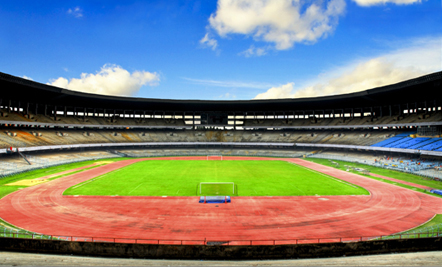
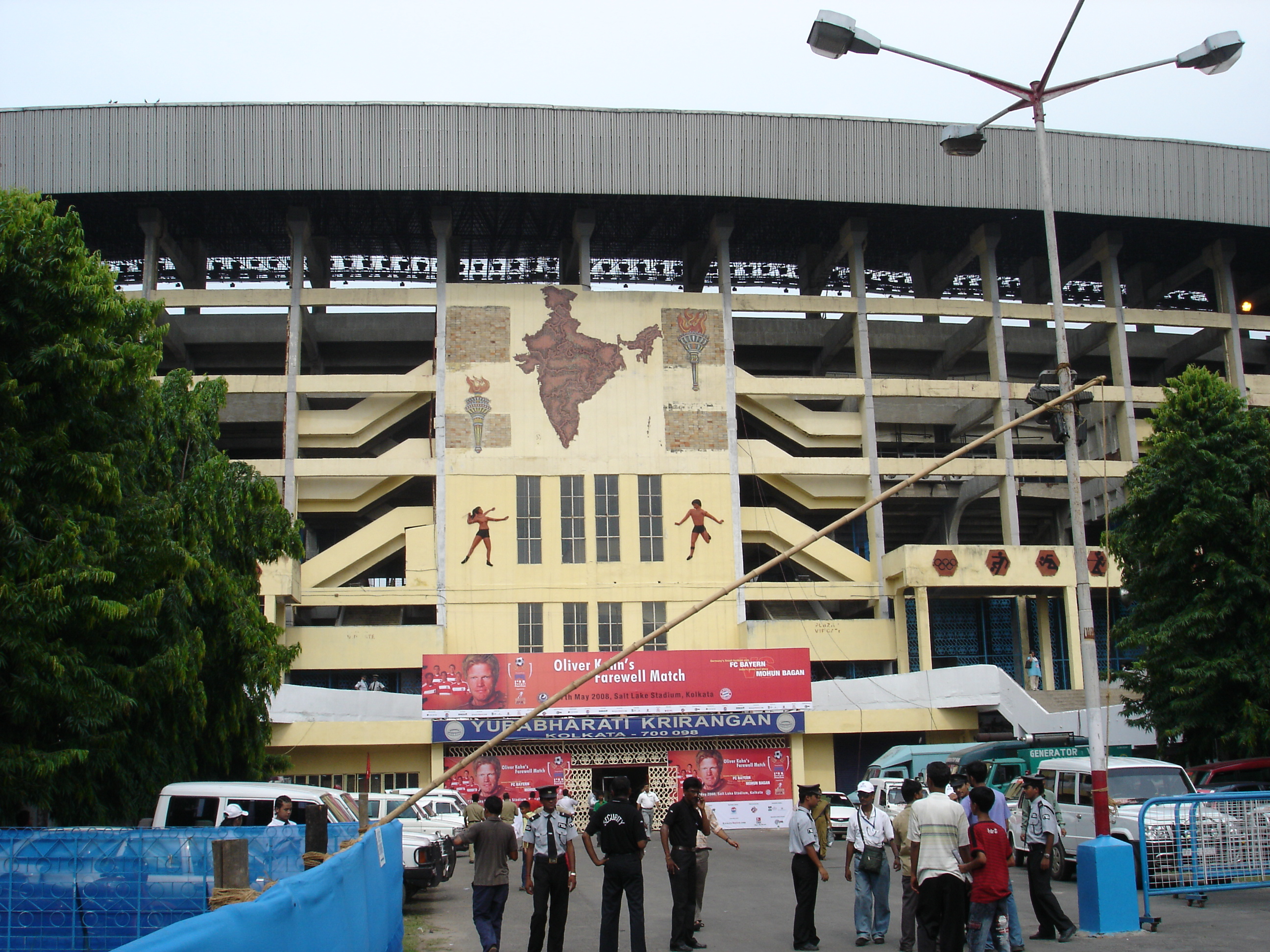
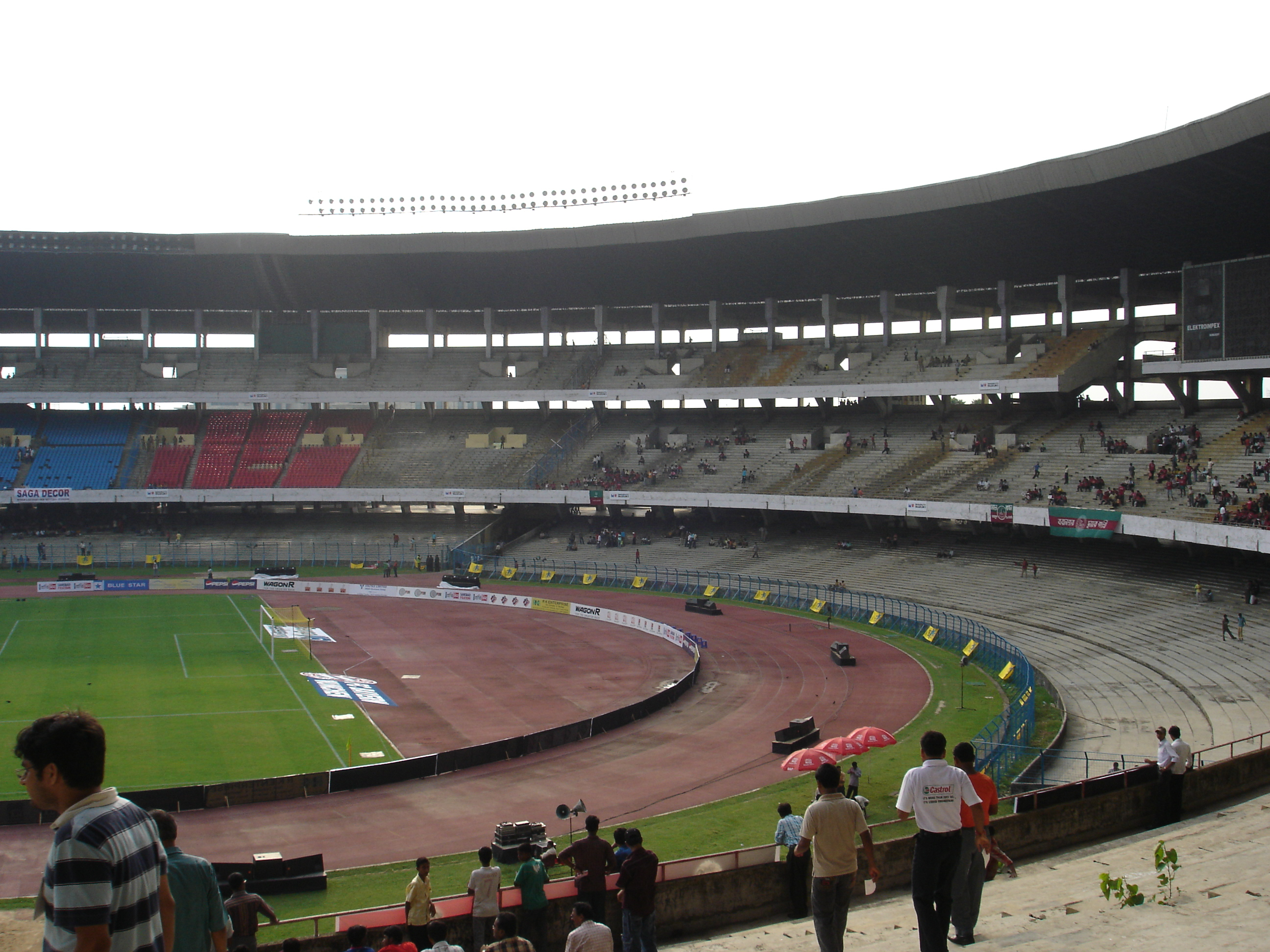
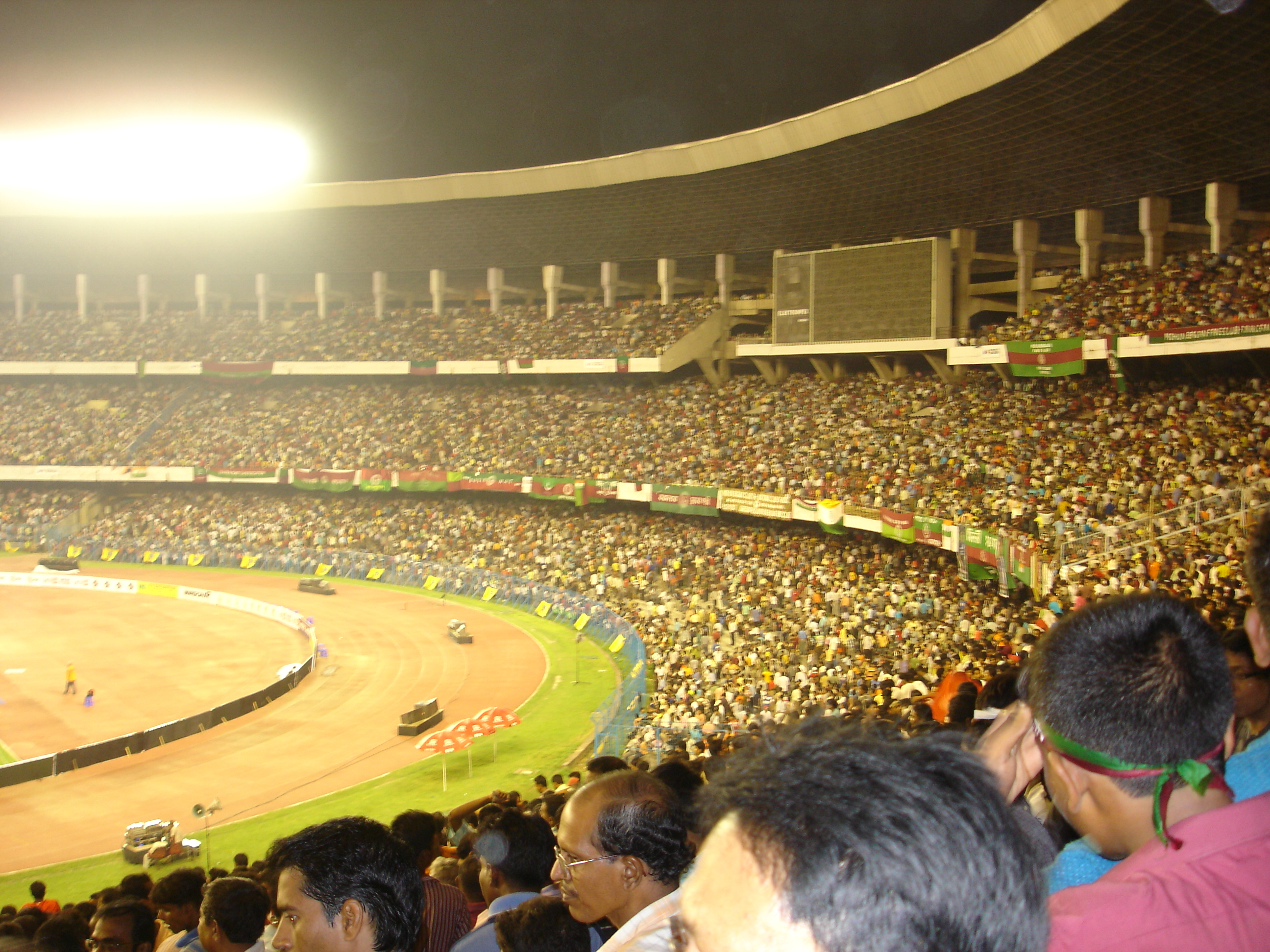
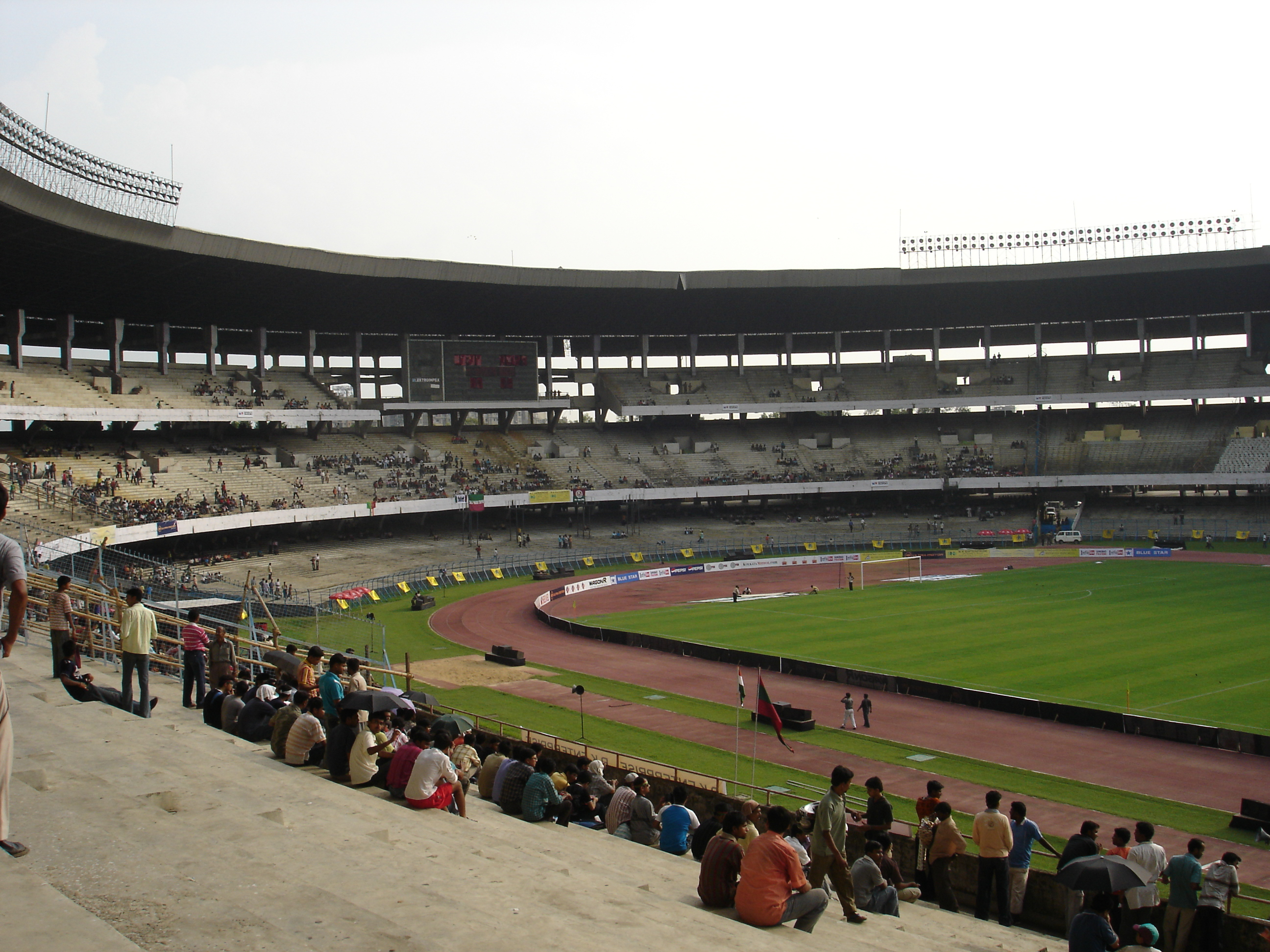
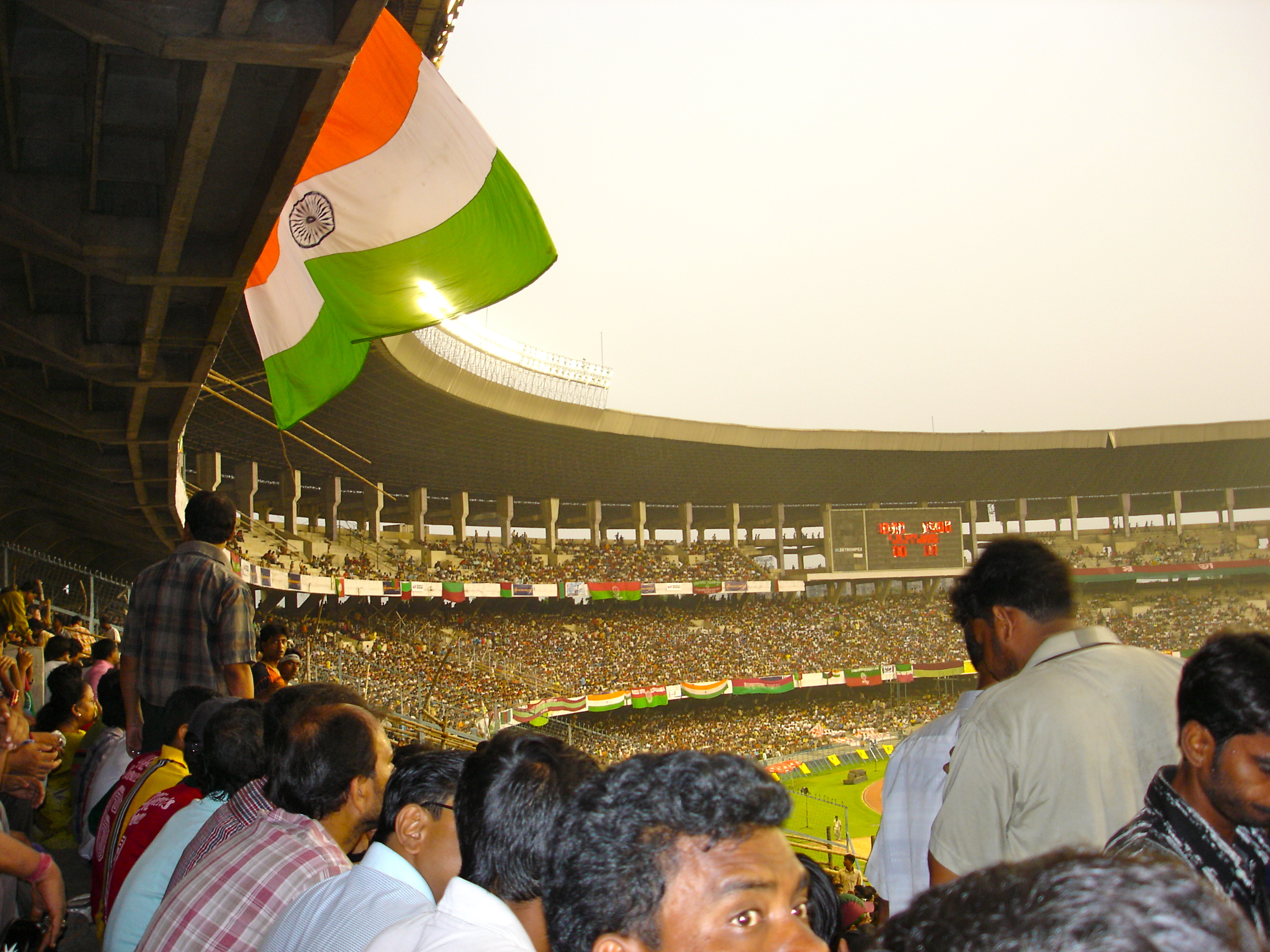
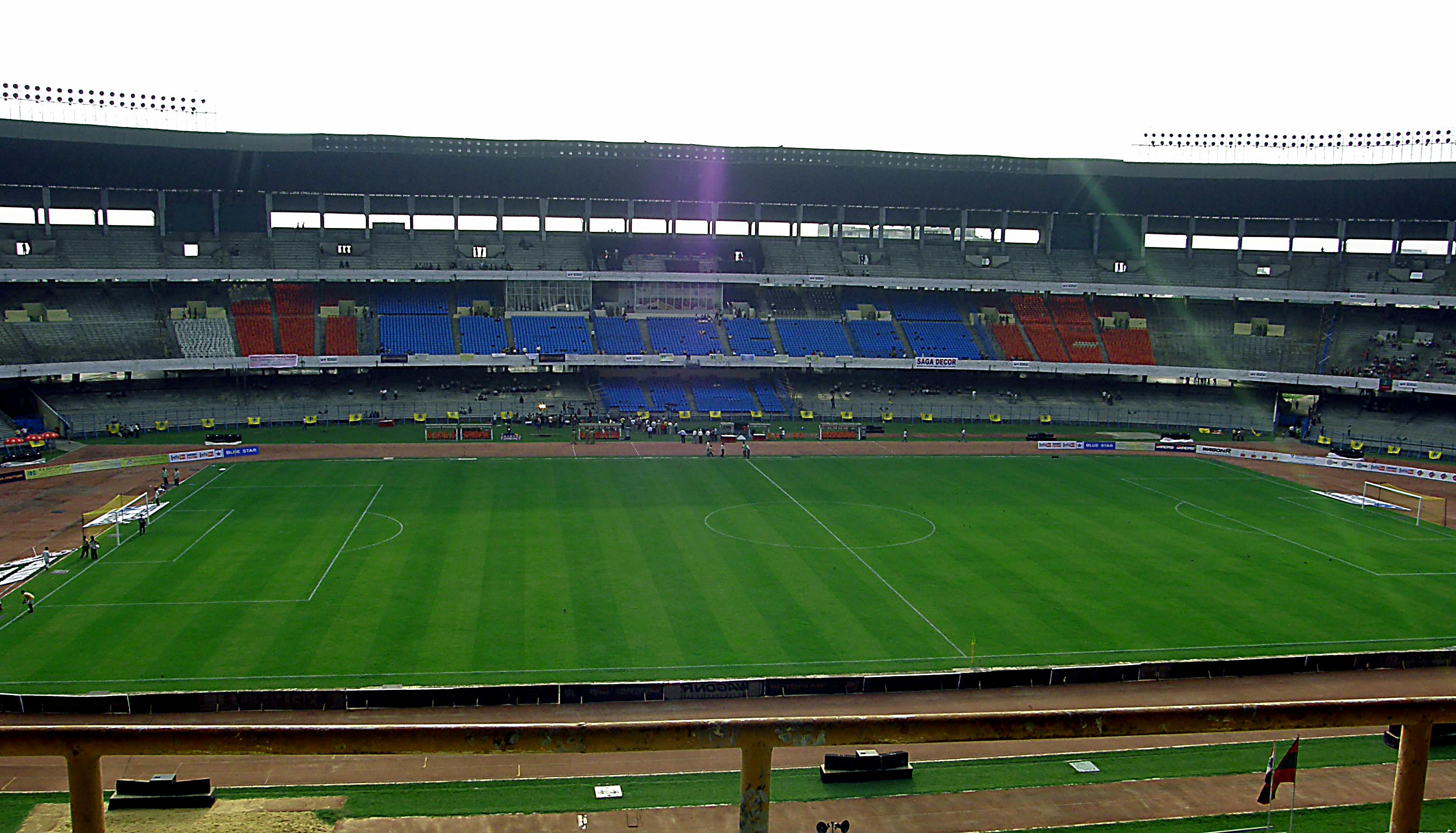
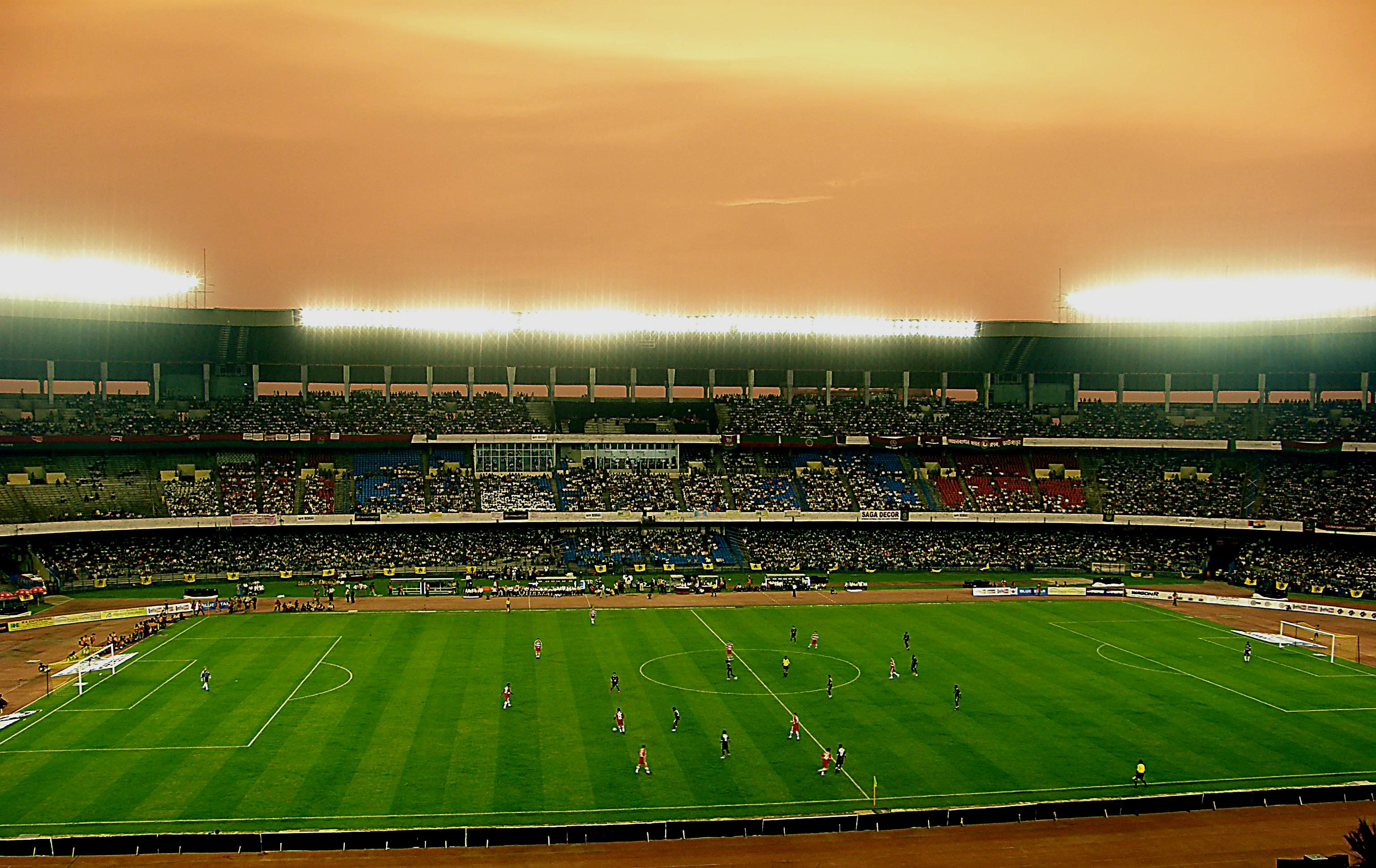
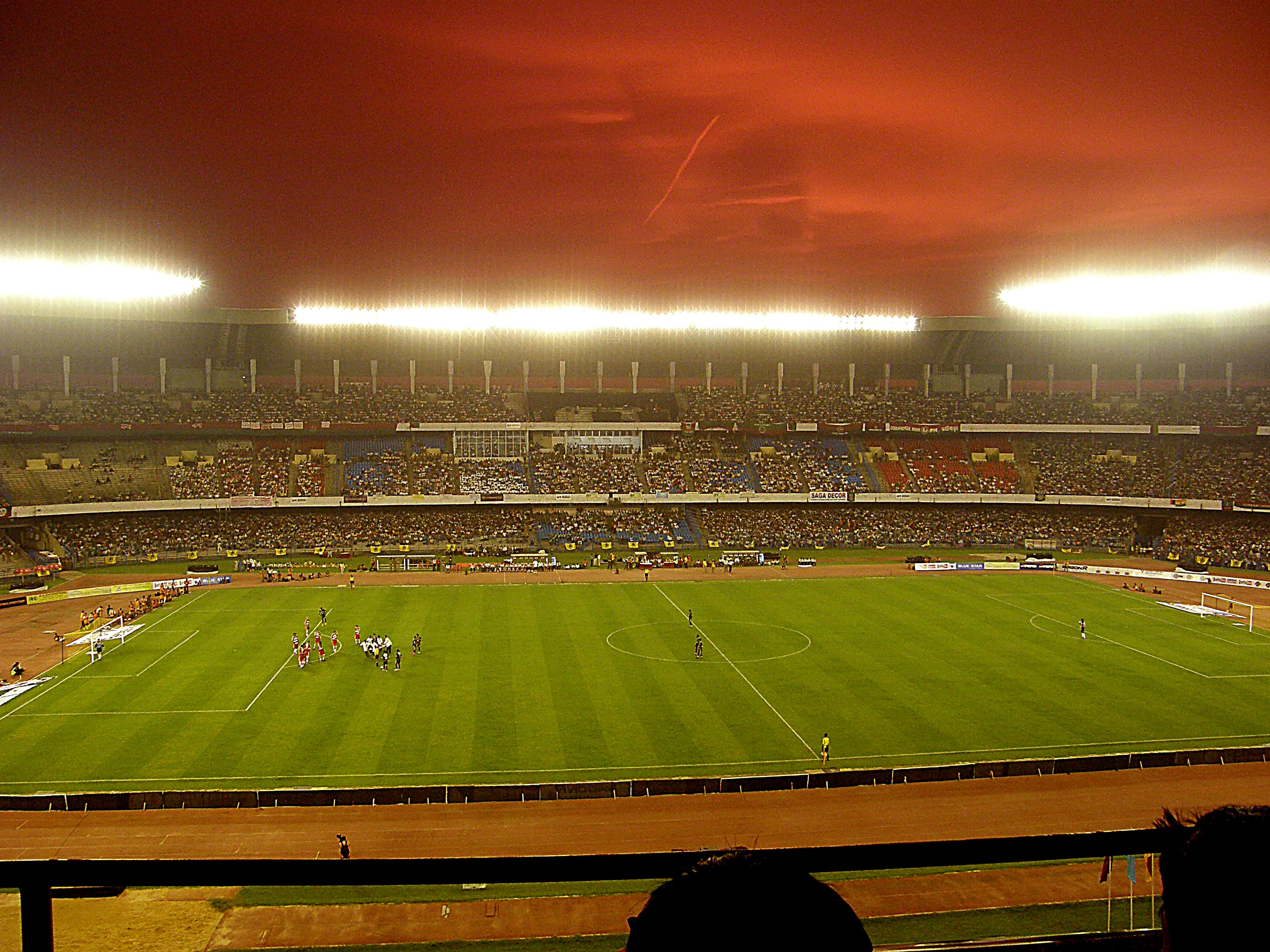
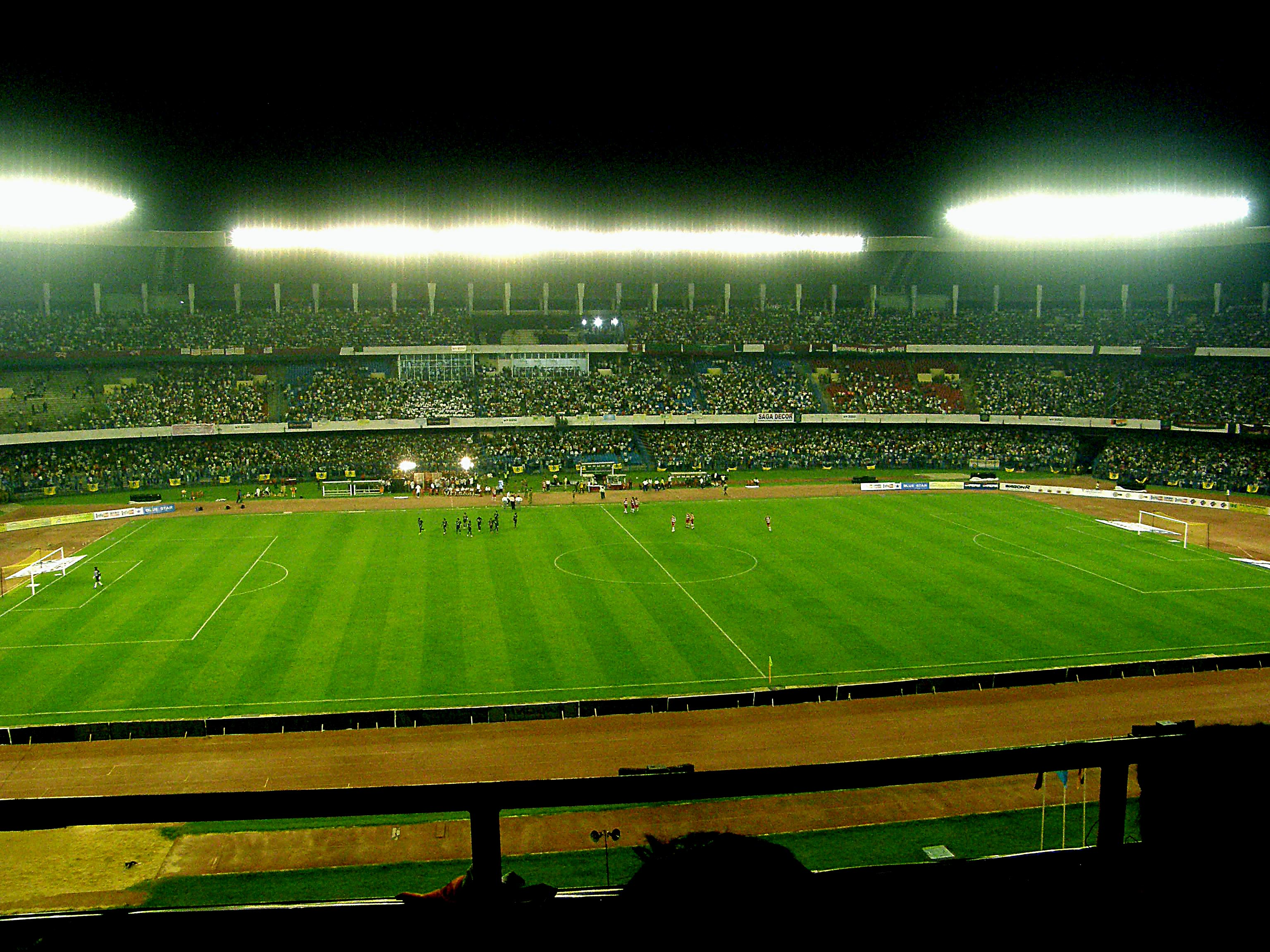